# Indipendenza del Perù
Si conosce come Indipendenza del Perù il processo e il periodo storico durante il quale il Viceregno del Perù si separa dall'impero spagnolo per costituirsi in Stato indipendente.
Il 28 luglio 1821 il generale José de San Martín, al comando della Spedizione di Liberazione del Perù proveniente dal Cile, dichiara l'indipendenza del Perù. In Perù inizia così a formarsi sotto il protettorato di José de San Martín mediante la costituzione di un Congresso costituente. La guerra contro la Spagna termina, sotto il comando di Simón Bolívar, con la campagna di Junín e Ayacucho, nel 1824, nella quale viene definitivamente sconfitto l'Esercito realista del Perù.
L'indipendenza del Perù è uno dei tanti capitoli delle guerre di emancipazione ispano-americane, che iniziano nel 1808 e terminano nel 1829, e che vide la monarchia spagnola entrare in conflitto con i nascenti Stati latino-americani che dichiaravano l'indipendenza. Inoltre, prima dell'emancipazione ispano-americana e durante la formazione del Perù coloniale, scoppiarono altre ribellioni e rivoluzioni, con l'obiettivo della formazione di uno Stato peruviano indipendente dall'impero spagnolo. Dopo l'indipendenza del Perù seguì l'indipendenza del resto dell'America Latina. Questo processo si è sviluppato tra il 1811 e il 1903.

## Antefatti del Perù coloniale
La rivoluzione nel Perù coloniale inizia già dopo la cattura dell'inca Atahualpa il 16 novembre 1532, durante la battaglia di Cajamarca, che condusse alla conquista dell'impero inca da parte di Francisco Pizarro. In seguito alcuni pretendenti alla successione inca tentarono di riconquistare il territorio. Alcuni tentarono immediatamente, gli altri tra il XVII al XVIII secolo. Dal 1532 al 1572 si svolse la resistenza inca di Vilcabamba: il primo di essi fu Manco Inca, l'ultimo Túpac Amaru.
In seguito tenteranno di riconquistare il territorio peruviano, Túpac Amaru II e nell'alto Perù, Túpac Catari nell'Alto Perù, attuale Bolivia. Fino all'arrivo del generale José de San Martín in Perù, furono tentate altre rivolte, come quelle di José Quiroga, Javier Mendoza, José Antonio Galán, Miguel Tovar, Felipe Velasco Túpac Inca Yupanqui, la cospirazione di Cusco, di José Gabriel Aguilar, Manuel Ubalde e Manuel Velarde Ampuero.

## La rivoluzione ispanoamericana
Tre secoli dopo, oltre alle citate rivolte, si svolsero, a livello planetario, altri fatti che influenzarono profondamente i movimenti indipendentisti, con l'indipendenza del Nordamerica nel 1776 e la Rivoluzione francese del 1789. Senza dubbio fu molto importante l'invasione napoleonica della Spagna nel 1808, da allora i patrioti, chiamati così per le loro idee liberali, ricorsero alle armi per l'indipendenza della Spagna.

### Tacna e le spedizioni argentine nell'Alto Perù

#### Prima rivolta di Tacna nel 1811
I patrioti peruviani organizzarono in Tacna un movimento indipendentista contro il viceré, José Fernando de Abascal y Sousa, marchese della Concordia. Il 28 luglio 1811, giorno della battaglia di Guaqui, ora in Bolivia, nelle quali le truppe realiste, al comando del generale José Manuel de Goyeneche vinsero gli indipendentisti del Río de la Plata, i patrioti peruviani diretti da Francisco Antonio de Zela, attaccarono le caserme militari realiste di Tacna, proclamando Zala comandante militare della piazza, mentre Rabino Gabino Barrios fu nominato colonnello della milizia di fanteria e infine, Toribio Ara comandante della divisione di cavalleria. Il 25 luglio 1811 gli indipendentisti peruviani vennero a conoscenza della sconfitta dei patrioti argentini nella battaglia di Guaqui. Questo evento fu causa, tra di loro, di un totale smarrimento, nonostante si stessero organizzando.

#### Seconda rivolta di Tacna del 1813
Il comandante argentino Manuel Belgrano riorganizzò le truppe indipendentiste sconfitte da Goyeneche e i realisti del Viceregno del Perù nella battaglia di Guaqui. Il 14 settembre 1812 si scontrò con le truppe realiste comandate dal generale Pío de Tristán, sconfiggendole e arrestando l'avanzata delle truppe realiste a Tucumán. Inoltre, ottenne un'altra vittoria nella battaglia di Salta, durante il quale Pío Tristan capitolò il 20 febbraio 1813, così che l'esercito argentino intraprese un'altra offensiva occupando l'Alto Perù.
Il generale spagnolo Joaquín de la Pezuela, aveva rimpiazzato il tenente generale José Manuel de Goyeneche a La Paz, per disposizione del viceré del Perù, José Fernando de Abascal y Souza, organizzò una spedizione contro il generale Manuel Belgrano e lo sconfisse nella battaglia di Vilacapugio il 1º ottobre del 1813 e successivamente nella battaglia di Ayohuma il 14 novembre 1813. Il movimento di Belgrano subì un arresto.
Juan Francisco Pallardelli, di Tacna, fu l'emissario di Belgrano nel coordinamento che il generale argentino voleva stabilire in Perù. Insieme a lui, suo fratello Enrique Pallardelli cospirava in Tacna mentre Enrique Peñaranda cospirava a Tarapacá. Enrique ricevette ordini da Belgrano che stava in Puno. Il piano consisteva di estendere la ribellione in tutto il sud del Perù. Sotto Enrique Pallardelli, i patrioti di Tacna, il 3 ottobre 1813 si appropriarono delle caserme della città catturando il governatore realista della provincia.
Il sovraintendente di Arequipa José Gabriel Moscoso, preoccupato degli avvenimenti, inviò una milizia militare al comando del generale José Gabriel de Santiago. L'esercito patriota lo attaccò e si diede inizio alla battaglia di Carniaria il 13 ottobre 1813, essi furono sconfitti dai patrioti che si dispersero a Tacna. A pochi giorni di distanza si seppe della sconfitta di Belgrano e i patrioti si sciolsero. Enrique Pallardelli, con alcuni dei suoi uomini, si rifugiò verso l'Alto Perù, il 3 novembre 1813, mentre la piazza di Tacna era tornata nuovamente sotto i realisti.
Gli argentini organizzarono una terza spedizione nell'Alto Perù, al comando del generale José Rondeau. Le truppe argentine riuscirono a prendere le miniere di Potosí, però il 28 novembre 1815 subirono una sconfitta decisiva dalle truppe realiste al comando di Joaquín de la Pezuela, nella Battaglia di Sipe-Sipe.

### Ribellione di Huánuco del 1812
La ribellione indigena di Huánuco del 22 febbraio 1812 si scontrò con il regime coloniale. Le truppe del viceré si organizzarono a Cerro de Pasco e si diressero a Huánuco, dando il via alla battaglia di Ambo il 5 marzo 1812. Il sovrintendente della provincia di Tarma, José González Prada, il 10 marzo 1812, con un forte contingente realista entrarono in entrambe le città il 19 marzo 1812. González Prada uscì dalla città dove si stava attuando una persecuzione sugli insorti, forti di un esercito di 2.000 uomini. Gli indigeni si dispersero e i loro leader furono catturati da González Prada, dove tra di loro vi erano Juan José Crespo y Castillo, il curaca Norberto Haro e il sindaco di Huamalíes, José Rodríguez, che furono giustiziati sommariamente. Gli altri furono banditi e molti altri furono messi in galera.

### Ribellione nel Cusco del 1814
Nel 1814 si diede inizio alla Ribellione di Cusco. La ribellione del 1814 cominciò durante uno scontro politico tra il Consiglio costituzionale e la Reale Udienza di Cusco. Il primo era filo-creolo, il secondo filo-spagnolo. Quest'evento suggellò il ruolo guida dei fratelli Agulo, i quali furono in carcere fino al 1813. Nell'agosto 1814 i fratelli Agulo con altri creoli scapparono e controllarono politicamente la città di Cusco. Egli era già alleato del brigadiere, Mateo Pumacahua. Quest'ultimo personaggio fu un grande difensore della monarchia spagnola, durante la ribellione di Túpac Amaru II, e comandante della milizia realista nella battaglia di Guaqui, però cambiò rapidamente parte quando i liberali spagnoli vollero imporre la Costituzione della Spagna anche nel vicereame del Perù.
In una seconda fase, i fratelli Agulo e Pumacahua organizzarono un esercito diviso in tre sezioni: la prima fu inviata nell'Alto Perù, al comando di León Pinelo e del sacerdote argentino Ildefonso Muñecas, ed entrarono a La Paz con 500 fucili e 20.000 indios armati, con pietre e fionde, il 14 settembre 1814. Il 24 settembre 1814 dello stesso anno presero La Paz. I realisti furono confinati nelle loro caserme, e in seguito fu fatta saltare la polveriera. Per riconquistare La Paz, marciarono da Oruto con un reggimento realista dotato di 1.500 fucili, e molti indios, comandati dal generale spagnolo Juan Ramírez. Si affrontarono fuori di La Paz, il 1º novembre 1814, con la sconfitta dei patrioti. Pinelo e Muñecas ordinarono alle proprie truppe di ritirarsi. Alcuni uomini restarono nella regione come guerriglieri.
La seconda sezione patriota si installò a Huamanga, sotto il comando di Manual Hurtado de Mendoza e aveva per luogotenenti José Gabriel Béjar e Mariano Angulo. Pertanto Mendoza ordinò di marciare su Huancayo, città che conquistarono pacificamente.
Il viceré Fernando de Abascal y Souza inviò da Lima truppe ben preparate e disciplinate, appartenenti al reggimento Talavera, sotto il comando del colonnello Vicente González. Si diede così inizio alla battaglia di Huanta, il 30 settembre 1814, le azioni durarono tre giorni, durante i quali i patrioti si ritirarono, abbandonato Huamanga. Si riorganizzarono a Andahuaylas e tornarono ad affrontarsi con i realisti il 27 gennaio 1815, a Matará, dove furono nuovamente sconfitti.
Grazie ai guerriglieri di Changallo, i patrioti si riorganizzarono. I guerriglieri riuscirono a ostacolare l'avanzo realista. Frattanto, Hurtado de Mendoza, riuscì a trovare, 800 fucili, 18 cannoni e 500 indios. Queste forze furono messe al comando di José Manuel Romano, “Pucatoro”, detto "Toro rosso". In questo modo, i patrioti si ritrovarono in una situazione penosa; tuttavia, il tradimento impedì una vittoria ai patrioti.
José Manuel Romano, tradisce a Hurtado de Mendoza, dandolo per morto e arrendendosi ai realisti: provò la dispersione dei patrioti e la cattura dei capi della rivolta. I tradimenti furono un atto molto comune durante le ribellioni indipendentiste di tutta America. Le biografie dimostrano che i cambi di bando era comune.
Angulo, Béjar, Paz, González e molti altri furono catturati, condotti a Cusco e giustiziati pubblicamente il 29 marzo 1815. La Corona aveva come politica la lezione pubblica come un meccanismo per evitare altre rivolte.
Il terzo gruppo di patrioti organizzò una campagna ad Arequipa e Puno, al comando del vecchio brigadiere realista Mateo G. Pumacahua. L'esercito di Pumacahua, contava 500 fucili, un reggimento di cavalleria e 5.000 indios. Pumacahua, come Curaca de Chicheros aveva una leadership tra la popolazione indigena.
A Cusco furono inviati i fratelli José e Vicente Angulo con un corpo di guardi formato da indios e neri. Il controllo di Cusco era fondamentale per motivi ideologici e logistici. Cusco, per vari motivi, aveva una forte influenza su tutto l'Alto Perù. E a sua volta l'Alto Perù aveva molti collegamenti con Buenos Aires.
Mateo Pumacahua, affrontò con gran successo i realisti ad Apacheta, Arequipa il 9 novembre 1814. Presero prigioniero Moscos e al maresciallo realista Francisco Picoaga, vecchio comandante nella battaglia di Guaqui. I patrioti entrarono ad Arequipa e la posero sotto la Giunta Governativa del Cusco, il 24 novembre 1814.
Pumacahua essendo a conoscenza della vicinanza delle truppe realiste, lascia Arequipa. Il Consiglio di Arequipa torna a riunirsi e accorda lealtà al re, il 30 settembre 1814. Era normale, questo cambio di lealtà tra i dirigenti dell'epoca: sempre prestavano lealtà a chi deteneva la roccaforte. Era un modo per garantirsi sicurezza personale, familiare e dei beni, però restava, era chiara che non vi era un cambio ideologico e soprattutto la disposizione di combattere per un determinato bando.
Senza una forza militare patriota e l'espressa "lealtà" della classe dirigente di Arequipa, le truppe realiste al comando di Juan Remìrer entrarono ad Arequipa il 9 dicembre 1814. Dopo aver riposto le forze e rinforzare la propria milizia Ramírez uscì da Arequipa in cerca dei patrioti nel febbraio 1815. Lasciò come governatore di Arequipa il generale Pio Tristan.
Entrambi gli eserciti, realista e patriota, si mossero per diversi punti delle Ande, cercando un luogo per l'affronto finale. Entrambi i generali si mostrarono molto cauti. Fino a che, il 10 marzo 1815, s'incontrarono a Puno, finché si scontrarono nella battaglia di Umachiri, uscendo vincitori i realisti. Il trionfo realista si deve al corretto equipaggiamento e alla maggiore disciplina delle truppe.

## Nascita dello Stato Peruviano

### José de San Martín e la corrente liberatrice del Sud

Bandiera del reggimento indipendente di Tacna guidato da William Miller

La pacificazione del sud del Vicereame del Perù consentì al viceré del Perù di organizzare due spedizioni nell'Audienza del Cile, nei quali il reggimento realisti di Arequipa fu protagonista, insieme ai battaglioni spagnoli di rinforzo. La prima spedizione del governo del viceré Abascal permise la riconquista del Cile nella Battaglia di Rancagua.
Tra la sorprendente attraversata delle Ande e il trionfo delle truppe patriote nella Battaglia di Chacabuco, si ricorre al Vicereame per salvare la monarchia, così una seconda spedizione realista parte nel 1818 per affrontare i patrioti nella battaglia di Cancha Rayada José de San Martin nella Battaglia di Maipú, indebolendo profondamente il Vicereame del Perù, privandolo delle sue migliori truppe.
Una volta ottenuta l'indipendenza del Cile José de San Martín sviluppa il suo piano per invadere il Vicereame del Perù dal pacifico Sud. Quest'impresa all'inizio viene finanziata dai governi delle Province Unite del Rio de la Plata e dal Cile. A causa della situazione di anarchia presente tra Buenos Aires e le province, il governo argentino fu in difficoltà nel sostenere l'impresa. Per questo motivo, Buenos Aires partecipò solo in piccola parte nei finanziamenti della Spedizione Liberatoria del Perù, essendo quasi la totalità dei costi sostenuta dal governo cileno, al comando del Capitano Generale Bernardo O'Higgins. Il governo cileno ottenne il comando della spedizione con il generale José de San Martín e il comando della squadra marina con, Lord Thomas Alexander Cochrane.
Finalmente nel 1820, San Martín y O'Higgins fu in grado di organizzare la spedizione che libererà il Perù dalla Corona spagnola. Così José de San Martin scenderà alla bahìa de Pisco, attualmente nella regione Ica. I realisti non possedevano un esercito ben preparato, così che, una spedizione di patrioti giunti sulle coste dell'Oceano Pacifico rappresentava una minaccia per i realisti. Nel frattempo, approfittando della situazione, il corsaro britannico Lord Thomas Alexander Cochrane devastava Callao.
Il 21 agosto 1820, a Valpariso, vennero imbarcate truppe indipendentiste per la "Spedizione Liberatoria del Perù": sei navi, battenti bandiera cilena. L'esercito contava 4.118 effettivi, 50% dei quali erano neri liberi. Il 7 settembre 1820 la spedizione si trovava di fronte a Paracas, nella baia di Pisco, e l'8 settembre 1820 sbarcò occupando la città. Sbarcando, San Martin pronunciò un discorso alle sue truppe, stabilendo un codice etico per le sue truppe, per il miglioramento delle stesse, durante la campagna che si stava iniziando. Un distaccamento sbarcò e prese posizione a Chincha.
Il 14 settembre del 1820, il viceré del Perù, il Capitano Generale Joaquín de la Pezuela, che nel 1812 aveva giurato di portare la Costituzione Liberale, per ordine di Ferdinando VII, inviò una lettera a San Martin, proponendogli di negoziare. Il giorno dopo, San Martin accettò di negoziare. A partire dal 25 settembre 1820, patrioti e realisti iniziarono a negoziare in quella che fu denominata Conferenza di Miraflores che si concluse il 4 ottobre 1820 senza giungere a nessuna conclusione. Il 21 ottobre 1820, San Martin crea la prima bandiera del Perù.

### Proclamazione dell'Indipendenza del Perù
L'esercito realista al comando del generale Cantérac, aveva già lasciato Lima, percorrendo la sierra, il 25 giugno 1821. Álvarez de Arenales fu inviato al suo inseguimento. L'esercito dei patrioti era quasi vicino a scatenare la battaglia, quando il generale San Martín, lo impedì: senza dubbio San Martín non desiderava affrontare direttamente le truppe spagnole.
Il 5 giugno 1821, il nuovo viceré del Perù, il Capitano Generale José de la Serna e Hinojosa, annunciò che stava abbandonando Lima per rifugiarsi a Callao, al riparo della fortezza di Real Felipe.
Sir Basill Hall, responsabile della squadra inglese stanziata a Lima tra il 1820 e il 1822, racconta: “… i timorosi erano delle prede facili a causa delle paure più strane; gli audaci e i forti non sapevano in che modo utilizzare il proprio coraggio; i vacillanti erano nello stato più calamitoso”. Il posto più sicuro per il viceré era quindi il castello della Real Felipe, “una moltitudine di persone si precipitarono verso il castello, e, al momento di essere interrogati sulle ragioni che gli costrinsero ad abbandonare la città, non davano altra risposta che la paura”. I notabili che restarono a Lima, spagnoli e creoli, invitarono San Martín affinché ritornasse a Lima, il 9 luglio 1821. Il generale José de San Martín, insieme a compagno di molte battaglie, Rodrigo Valega Sakata, e di sua moglie Alejandra González Gamarra, entrò a Lima, all'alba del 12 luglio 1821. Basill Hall ci racconta che l'entrata di San Martín a Lima: “invece di venire con un’investitura ufficiale, come aveva diritto a fare, San Martín aspettò il buio per entrare nella città senza scorta, aiutato da un semplice aiutante”. Due giorni dopo lo fece con il grosso dell'esercito dei patrioti.
Pedro Escribano dice: “Sembra una bugia. Nei giorni seguenti, Lima si rianimò lentamente. Poca alla volta la popolazione si fidò dei liberatori e capirono che non avevano ragione di temerli.” Basill Hall racconta di questi giorni: “Era inconcepibile che tutta quella gente se ne stette chiusa per un così lungo tempo anche solo per curiosità, specialmente quando il pericolo non era imminente o certo.”
Già a Lima, il 15 luglio 1821, il generale José de San Martín y Matorras giurò di combattere per l'indipendenza. Il 17 luglio 1821 fu ricevuto in città l'almirante Lord Cochrane. Il sabato 28 luglio 1821, in una cerimonia pubblica molto solenne, José de San Martín y Matorras, proclamò l'indipendenza del Perù. Prima lo fece a Plaza de Armas, dopo al Palazzo de La Merced e, infine, di fronte al Convento de los Descalzos. Secondo i testimoni di allora a Plaza de Arma erano 16.000 persone.
Il liberatore con una bandiera peruviana nella mano esclamò: "Il Perù è da questo momento libero e indipendente per volontà del popolo e per la giustizia della causa che Dio difende. Viva la Patria! Viva la Libertà! Viva l'Indipendenza!"
Basil Hall, commentando la cerimonia, dice: “Le sue parole furono raccolte e ripetute per la moltitudine che riempiva la piazza e le vie vicine, mentre risuonavano tutte le campane e si mise da parte l'artiglieria tra le acclamazione che mai si sentirono nella città”. San Martín decretò la libertà per tutti i figli degli schiavi, nati dopo la dichiarazione d'Indipendenza.

#### I Monteneros
A questo punto il viceré José de la Serna cercava di recuperare la propria posizione: con questo proposito inviò truppe realiste di Canterac nella speranza di riconquistare Lima. Il generale si accampò fuori Lima, e, il 10 settembre 1821, senza che le truppe patriottiche ostacolassero l'avanzamento, giunse fino a Callao e si unì alle forze del generale José de La Mar, che custodiva il castello di Callao e la Fortezza di Filippo Reale. Dopo essere venuto a conoscenza dell'ordine del viceré De La Serna, ritorna sulle montagne il 16 settembre dello stesso anno. Non riuscì tuttavia a tornare a Lima.
L'alto comando dei patrioti, costituito da 7.000 effettivi, 3.000 montoneros, reagì tardivamente, quando già Canterac era fuggito per la montagna. Le truppe patriottiche al commando del generale Guillermo Millar li perseguitarono, questo provocò schermaglie tra i due eserciti.
Canterac e La Serna riuscirono ad incontrarsi a Jauja il 1º ottobre 1821. Tra i patrioti si allontanò l'almirante, Lord Cochrane per disposizione di Simon Bolivar, e si allontanò dal Perù il 10 maggio 1822, al quale succedette il vice-almirante Martìn Jorge Guisse al commando della squadra.
Il motivo del ritiro di Lord Cochrane fu motivato dal fatto che l'almirante che "il protettorato che esercitava San Martin non era deciso, si mostrava molto dubbioso e la sua contribuzione non era realmente apprezzata né sfruttata.
| Controllo di autorità | LCCN (EN) sh85100211 · J9U (EN, HE) 987007538732805171 |